# Iran Khodro
Iran Khodro (перс. ایران خودرو‎) — крупнейшая иранская автомобилестроительная компания. Компания была основана в 1962 году братьями Ахмадом и Махмудом Хайями (до 1979 — «Iran National»). Штаб-квартира — в Тегеране. Выпускает легковые автомобили под собственной маркой и лицензионные Peugeot, также по лицензии (компании Mercedes-Benz) выпускаются грузовики и автобусы.
С 1960-х по 2000-е годы компания выпускала в достаточно больших количествах лицензионный легковой автомобиль Paykan на базе классического английского седана Rootes Arrow (Hillman Hunter), ставший на длительный период самой распространённой в Иране моделью.
В настоящее время является крупнейшим автопроизводителем не только в Иране, но и на всём Среднем Ближнем Востоке и Северной Африке. В 2006—2009 годах компания официально продавала свои машины в России. Ежегодно компания выпускает более 1 млн транспортных средств: легковых автомобилей (550 тысяч), автобусов, грузовиков, пикапов. По этому показателю Iran Khodro занимает 13-е место в мире.
Кроме Ирана производственные мощности расположены в Азербайджане, Египте, Сирии, Венесуэле и Сенегале.

## История машин
- 1967 — Paykan (1600, 1725, 1800 cc). Комплектации: Standard, Deluxe, Kaarluxe, Javanan и Taxi.
- 1970 — Bardo
- 1990 — Peugeot 405 (1600 cc). Комплектации: GL, GLX.
- 1995 — Peugeot 405 (2000 cc). Комплектации: GLX (Автомат и механика).
- 1996 — Peugeot 205 (1360 cc). Комплектации: GR.
- 1997 — Peugeot 1600 RD (1600 cc). Комплектации: RD, RDi, RDX.
- 1998 — Peugeot 405 Estate (2000 cc). Комплектации: GLX.
- 1999 — Peugeot Pars (2000 cc). Комплектации: Pars, Pars ELX.
- 2000 — Тестовое производство Samand (1800 cc). Комплектации: Samand, Samand LX.
- 2001 — Peugeot 206 (1400 cc). Комплектации: типы 2,3,5,6.
- 2002 — Открытие производственной линии Samand.
- 2004 — Peugeot GLi (1800 cc). Комплектации: GLi.
- 2006 — Peugeot 206 SD (1600 cc). Комплектации: типы 3,4,5.
- 2007 — Soren
- 2012 — Runna
- 2014 — Dena
- 2015 — Arisun
- 2020 — Tara
- 2024 — IKCO Reera

## Продукция
- Iran Khodro Samand
  - Iran Khodro Samand LX
  - Iran Khodro Samand SE
  - Iran Khodro Samand Sarir
  - Iran Khodro Samand Soren
  - Iran Khodro Samand Soren ELX
- Iran Khodro Runna
- Iran Khodro Dena
- Iran Khodro Arisun
- Peugeot 207
- Peugeot 405
- Peugeot 206
- Peugeot 206 SD
- Peugeot 205 (под маркой Pars)
- Peugeot 2008
- Dongfeng H30 Cross
- Suzuki Grand Vitara
- Renault Tondar 90 (он же Renault Logan)
- Renault Tondar 90 pickup (он же Renault Logan pick-up)
- Haima S5
- Haima S7

## Экспорт
Часть произведённых автомобилей экспортирует в другие страны. Крупнейшими рынками автомобилей являются автомобильные рынки Азербайджана, Китая, ОАЭ, Египта, Ирака, Иордании, Армении, Ливана, Сирии, Алжира, Белоруссии, Венесуэлы, Таджикистана, Афганистана, Туркменистана и Туниса. Также автомобили экспортируются на Украину, в Пакистан, Индию, Марокко, Ливию, Сенегал, Палестину, Грузию, Казахстан, Турцию, Болгарию, Молдавию и Румынию. Некоторое время Iran Khodro также экспортировала свои автомобили в Россию, но из-за слишком малого количества продаж, покинул её автомобильный рынок.